# Duvitiliano Ramos
Duvitiliano Ramos (? - 14 de novembro de 1961) foi um militante sindicalista  e um dos organizadores do Partido Comunista Brasileiro  na cidade de Campos. 
Em 1926, ao lado de Minervino de Oliveira, Timóteo Barbosa, Hilton Cantarino, Elísio, Constâncio Dulci e Onofre Caetano, organizou a Aliança dos Trabalhadores de Campos. Em 1929 filiou-se ao PCB. Permaneceu em Campos até a Intentona Comunista de 1935, quando se mudou para o Rio de Janeiro. 
Foi candidato a deputado federal pelo Bloco Operário e Camponês em 1930. Entre novembro e dezembro de 1932, foi secretário-geral do PCB. 
Fundou em junho de 1945 o Notícias Gráficas, jornal ligado ao sindicato de trabalhadores das indústrias gráficas do Rio de Janeiro. Sua militância no sindicato foi marcada pela defesa intransigente do marxismo-leninismo e pela crítica ao trotskismo. Foi preso diversas vezes por causa da sua atuação na organização sindical. 